# Ведзеби
Ведзеби (груз. ვეძები) — село в Грузии. Находится в Ахметском муниципалитете края Кахетия. Расположено в 9 км к западу от города Ахмета.
Высота над уровнем моря составляет 850 метров. Население — 7 человек (2014).

В советское время село Ведзеби входило в Ахметский поселковый совет Ахметского района.